# Oasi xerotermica di Puys - Beaulard
Oasi xerotermica di Puys - Beaulard este o arie protejată (arie specială de conservare — SAC, sit de importanță comunitară — SCI) din Italia întinsă pe o suprafață de 468 ha, integral pe uscat.

## Localizare
Centrul sitului Oasi xerotermica di Puys - Beaulard este situat la coordonatele 45°02′49″N 6°44′08″E / 45.046944°N 6.73556°E.

## Înființare
Situl Oasi xerotermica di Puys - Beaulard a fost declarat sit de importanță comunitară în septembrie 1995 pentru a proteja 6 specii de animale. Situl a fost protejat și ca arie specială de conservare în iulie 2016.

## Biodiversitate
Situată în ecoregiunea alpină, aria protejată conține 6 habitate naturale: Păduri acidofile de Picea de la nivel montan la nivel alpin (Vaccinio-Piceetea), Pajiști uscate seminaturale și facies de acoperire cu tufișuri pe substraturi calcaroase (Festuco-Brometalia) (* situri importante pentru orhidee), Fânețe montane, Pajiști alpine și subalpine calcaroase, Grohotișuri termofile și vest-mediteraneene, Păduri alpine de Larix decidua și/sau Pinus cembra.
La baza desemnării sitului se află mai multe specii protejate:
- păsări (5): minunița (Aegolius funereus), acvilă de munte (Aquila chrysaetos), ciocănitoare neagră (Dryocopus martius), sfrâncioc roșiatic (Lanius collurio), viespar (Pernis apivorus)
- mamifere (1): lupul (Canis lupus)

Pe lângă speciile protejate, pe teritoriul sitului au mai fost identificate 1 specie de plante, 1 specie de mamifere, 11 specii de nevertebrate, 1 specie de reptile.